# Stimmung (Kunst)
In der Musik bedeutet Stimmung zum einen den Zustand des Gestimmtseins oder der Gestimmtheit, zum anderen das als verbindliche Norm geltende Festgelegtsein der Tonhöhen eines Instruments. Durch Kants Ausführungen in der „Kritik der Urteilskraft“ erfuhr dieser musikalische Stimmungsbegriff eine Wende hin zur Ästhetik, die Schiller im Traktat „Über die ästhetische Erziehung des Menschen in einer Reihe von Briefen“ weiterentwickelte, was jedoch entgegen der kantschen Definition der Stimmung als „Proportioniertheit“ zu einer zunehmenden Subjektivierung des Stimmungsbegriffs führen sollte. In der modernen Kunstbetrachtung bezeichnet Stimmung in Bezug auf die Erzeugnisse der Dichtung, Malerei und Musik außerdem einen ästhetischen Eindruck oder eine Wirkung, die von etwas oder jemandem ausgeht und in bestimmter Weise auf die Gemütslage eines anderen wirkt.

## Bildende Kunst

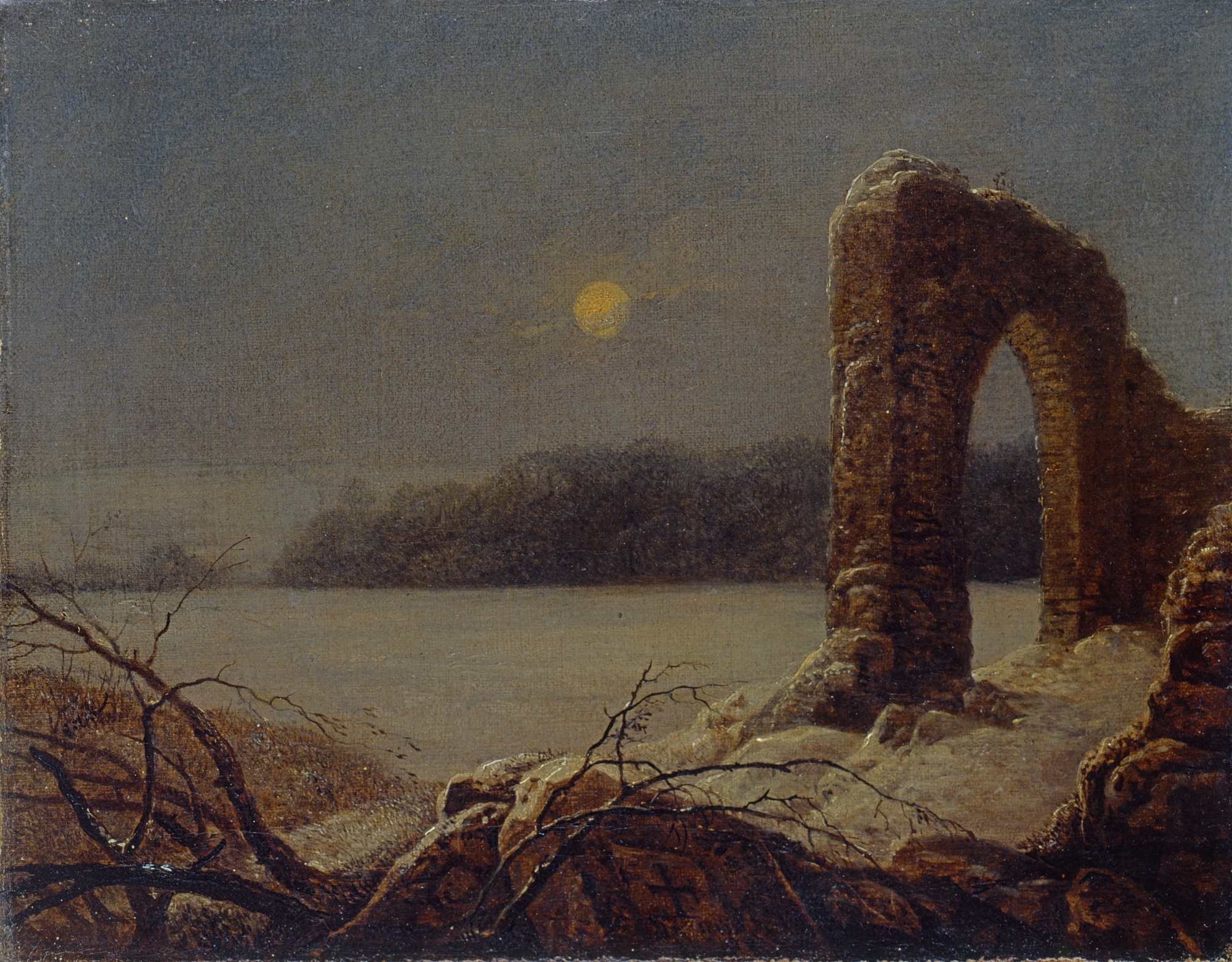
C. G. Carus: Winterlandschaft, 1816/18

In der romantischen Landschaftsmalerei wurden Stimmungen als Atmosphären bzw. atmosphärisch induzierte Empfindungen begriffen. Die Hauptaufgabe solcher Kunst ist nach Carl Gustav Carus die „Darstellung einer gewissen Stimmung des Gemütslebens (Sinn) durch die Nachbildung einer entsprechenden Stimmung des Naturerlebens (Wahrheit)“. Diese Deutung der Stimmung als „gemütsvollem“ Landschafts- und Naturerlebnis wurde in der Kunstgeschichtsschreibung durch Alois Riegl fortgesetzt, der Stimmungen als ästhetische Landschaftsgestaltung begriff, deren Essenz in „Ruhe und Fernsicht“ bestehe. Riegl unterschied so Landschafts- von Stimmungsmalerei: Die Stimmungsmalerei mache Einzelerscheinungen aus dem Bereich der Natur zum Moment eines harmonischen Ganzen, wie Riegl am Spätwerk Jacob van Ruysdaels erläuterte. Der vom Lipps-Schüler Moritz Geiger entwickelte Begriff „Stimmungseinfühlung“ bezeichnet entsprechend diejenige Erlebnisform, die vorliegt, „wenn wir eine Landschaft – sei es in der Darstellung oder in der Natur – als schwermütig oder lieblich bezeichnen“.

## Poetik/Literaturwissenschaft
Die Reflexion sogenannter „Stimmungslyrik“ reicht von frühen, eher unsystematischen Begriffsbestimmungen bei Schiller, Novalis, Friedrich Schlegel, Eichendorff, Tieck oder Schleiermacher (Wellbery 2003) über Hegel, der in seiner „Ästhetik“ als Kennzeichen von Lyrik die zentrale Beziehung zwischen Stimmung und Innerlichkeit hervorgehoben hat. Einen neuen Höhepunkt erhielt die Definition der Stimmung in lyrischen Texten dann im 20. Jahrhundert: Während Emil Staiger 1946 den Stimmungsbegriff in Anlehnung an Heidegger und Hofmannsthal unter dem Vorzeichen des „Draußen“, also gegen die hegelsche Innerlichkeit der Stimmungen definierte, ermittelte Paul Böckmann 1954 die verschiedenen Formen romantischer Stimmungslyrik vor allem anhand von Ton und Bild. Max Kommerell dagegen theoretisierte Stimmungslyrik 1943 unter Einbezug des Rezipienten, und Walther Killy schließlich beschränkte romantische Stimmungslyrik 1972 auf die Entdeckung vermischter Empfindungen im achtzehnten Jahrhundert und sah die Gattung als solche spätestens in der Lyrik von Storm und Löns als nicht mehr tragfähig an. Im Zuge der „Wiederkehr der Stimmungen“ (Wellbery 2003, Gumbrecht 2005, 2011) beziehungsweise der „Wiederkehr von ‚Stimmung‘ als ästhetischer Kategorie“ (Gisbertz 2011) wurden diese Diskussionen um lyrische Stimmungen – auch vor dem Hintergrund der „Neuen Phänomenologie“ des Kieler Philosophen Hermann Schmitz – wieder aufgegriffen.